# Bitva u Mozgawy
Bitva u Mozgawy se konala 13. září 1195 mezi vojskem Měška III. Starého, Měška I. Křivonohého a Jaroslava Opolského na jedné straně a vojskem Romana Haličského a Leška I. Bílého na druhé straně.

## Pozadí

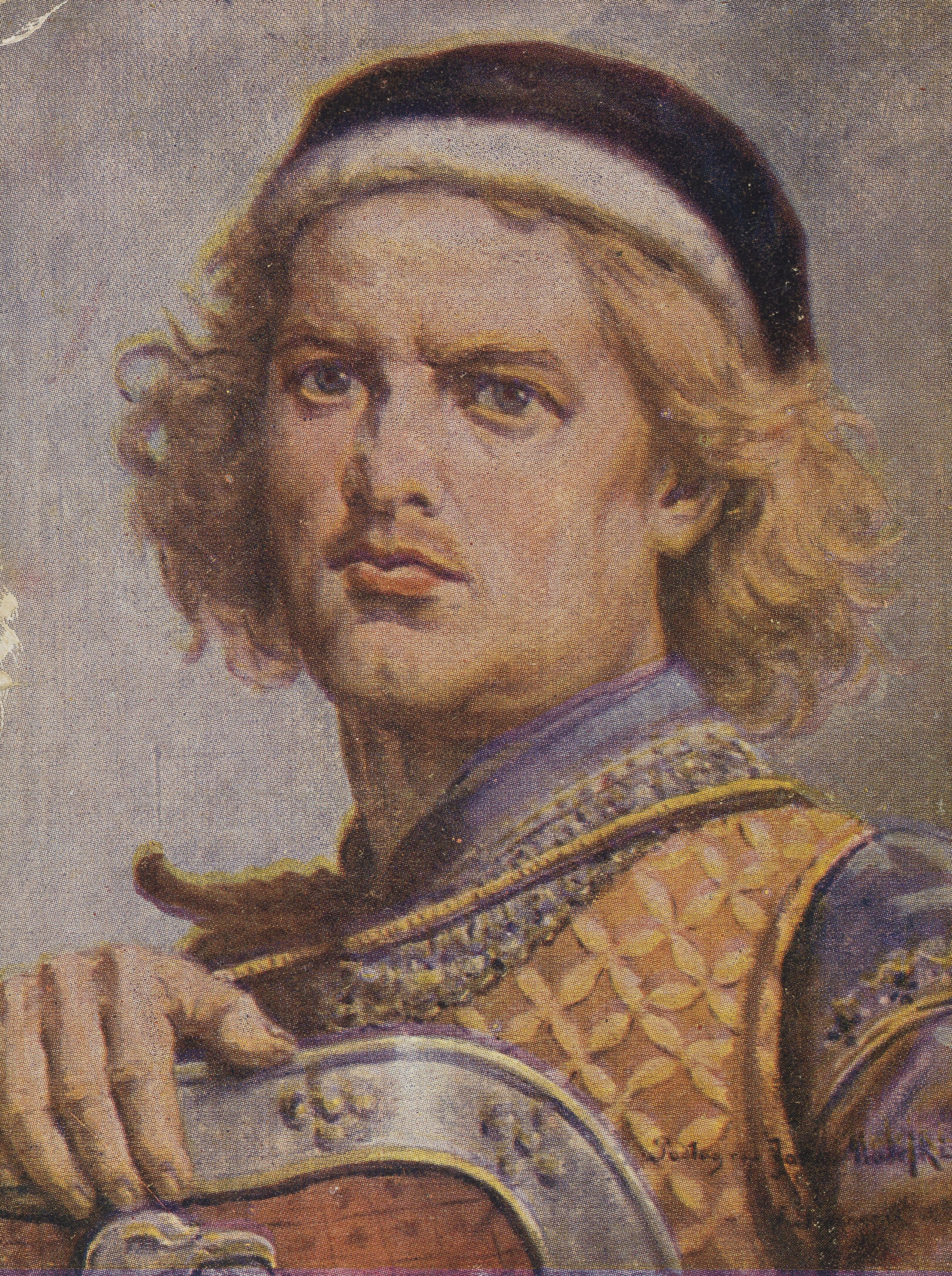
Lešek Bílý podle Jana Matejka

V roce 1194 zemřel Kazimír II. Spravedlivý, do tohoto roku polský kníže. Jeho nejstaršímu synovi Leškovi však bylo v té době pouze devět let, přičemž regentkou se stala jejich matka Helena Znojemská. Společně s bratrem Konrádem si Lešek nárokoval dědictví po otci, tedy Sandoměřsko a především Krakovsko, kde leželo hlavní město tehdejšího Polska, Krakov. Nároky na Krakov si však dělal také Měšek Starý, strýc Leška a v té době také nejstarší Piastovec. Knížetem se stal Lešek, jelikož polští velmoži preferovali nezletilého knížete před zkušeným vládcem Měškem. Měšek se tak rozhodl získat Krakov silou.

## Bitva
Obě strany měly mnoho spojenců. Na straně Leška stál krakovský kastelán Mikolaj Gryfita, vojsko ze Sandoměře vedené Goworkem a především Roman Haličský. Na Měškově straně stál jeho syn Boleslav Kujavský a jeho příbuzní ze Slezska, Měšek a Jaroslav. Celá bitva však byla rozdělena do dvou fází. V první fázi se střela vojska Romana Haličkého a Mikolaje Gryfity proti vojsku Měška Starého. Během této fáze bitvy zemřel, na následky rány oštěpem, Měškův syn Boleslav Kujavský. Smrtelně byl raněn také Měšek Starý, tomu se však podařilo z bojiště utéct. Zabito nebo zraněno bylo však i mnoho haličských bojovníků, včetně Romana. I přes velké ztráty na obou stranách skončila nerozhodně.
Ve druhé fázi bojovala vojska ze Slezska vedená Měškem Křivonohým a Jaroslavem Opolským proti sandoměřskému vojsku vedenému Goworkem. Goworek pravděpodobně zaútočil na slezské vojsko, ale byl zajat a poté vydán krakovskému biskupovi Pelkovi. I přes toto drobné vítězství se Lešek udržel na trůnu.
Po bitvě však změnil Měšek strategii na získání Krakova. Po třech letech vyjednávání se mu podařilo získat Krakov a stal se tak polským seniorem.